# Ausztrál kéknyelvűszkink
Az ausztrál kéknyelvűszkink vagy közönséges kéknyelvűszkink (Tiliqua scincoides) a hüllők (Reptilia) osztályának pikkelyes hüllők (Squamata) rendjének, ezen belül a vakondgyíkfélék (Scincidae) családjának egy nagy méretű képviselője.

## Előfordulása
A kéknyelvű szkink, Ausztrália szárazabb területeit, félsivatagait, füves-bozótos helyeit népesíti be. Az Északi terület felső harmadában, Nyugat-Ausztrália északi részén és Dél-Ausztrália délkeleti területein fordul elő a leggyakrabban, helyenként nagy egyedszámban. Leginkább a füves területeket kedveli, de erdőben is előfordul. Lakott területeken parkokban és kertekben él. Sivatagi terráriumban jól tartható, ezért mostanság hobbiállatként is elterjedt.

## Megjelenése
A kifejlett állat testhossza megközelíti az 50 cm-t, ennek mintegy egyharmada a farok. Mint a Tiliqua nembe sorolt valamennyi fajnak, ennek is jellegzetes bélyege a testmérethez képest igen hosszú, mozgékony, fénylő kék nyelve. Lába kicsi. Színezete szürkésbarna, 7 vagy 9 egészen sötét csíkkal. A nemeket nehéz egymástól megkülönböztetni. A hím feje szélesebb, és faroktöve vastagabb.

## Életmódja
Az ausztrál kéknyelvűszkink egyike a legnagyobb termetű vakondgyíkoknak, és rokonai többségétől eltérően nagyrészt a talaj felszínén tartózkodik. Rejtekhelyei sziklák, más állatok elhagyott üregei, és a vastag növényzet, a nedvesebb helyeket azonban kerüli. Mozgása lassú, nehézkes, inkább kígyózó, mint a gyíkokra jellemző futás. Ennek ellenére időnként magasabb tárgyakra – kidőlt fatörzsekre, sziklákra – is felmászik. Fogai viszonylag erőteljesek, az állkapcsa is jól fejlett. Az idők során elvesztett fogak pótlódnak. Természetes ellensége viszonylag kevés van, de a kacagójancsik, a ragadozó madarak, egyes nagyobb kígyók, és az elvadult kutyák és macskák azért el-elkapnak néhány példányt. Az élőhelyeit átszelő utakon gyakorta elgázolják az autók.
Ha veszély fenyegeti nem menekül el, hanem kitátja száját, lelapítja testét, felfújja magát, sziszeg és öltögeti kék nyelvét, hogy veszélyesnek véljék. Ha ez nem használ, akkor támadásba lendül, és apró fogaival fájdalmas sebeket osztogat. Végső menedékként meglepően gyorsan menekül. Ha a növényzet akadályozza a mozgásban, akkor lábait behúzva kígyózva halad tovább. A legtöbb gyíkhoz hasonlóan akár a farkát is ledobhatja.

### Táplálkozása
A kéknyelvű szkink nappali mindenevő, de a vadonban inkább növényeket eszik, magvakkal, gumókkal, növényekkel táplálkozik, de elfogyasztja a kisebb csigákat, férgeket, rovarokat, sőt madárfiókákat és a rágcsálók kölykeit is. Fogságban elterjedt a hússal való táplálása.

## Szaporodása
Az egyedek az év legnagyobb részében magányosan élnek. A párosodási időszak szeptember és november között van. Szaporodása igen érdekes, úgynevezett álelevenszülés. Az embriók, amelyek tojásburok nélküliek, a nőstény petevezetékeiben fejlődnek. A petevezetékeken tasakszerű bemélyedések vannak, amelyek a méhlepényhez hasonló feladatot látnak el. Egyszerre csak kevés utódot hoz a világra, általában négyet, de megfigyeltek tíznél több ivadékot is egy nősténynél. A fiatal egyedek 3-5 hónappal a párosodás után „születnek meg”. Egyszerre 14 utód születik, akiknek fej-törzs hossza anyjuk hosszának harmadát éri el.

## Tartása díszállatként
Hamar kezessé válnak, közepesen mozgékonyak, lábaik kicsik és gyengék. Tartásuk kezdőknek is ajánlott. Megfelelő élettérre azonban mindenképp szükségük van méreteik miatt. Csak egyedül, vagy párban tarthatóak, terráriumában elengedhetetlen a melegedő lámpa használata. Szívesen fogyasztják mind az állati, mind a növényi táplálékot (tücskök, kukacok, lárvák, zöldségfélék).

## Képek
|  |  |  |